# Bijvoordemolen
De Bijvoordemolen is een watermolen in de tot de Vlaams-Brabantse gemeente Boutersem behorende plaats Kerkom, gelegen aan de Kumtichsestraat 110.
Deze turbinemolen op de Velp fungeerde als korenmolen.

## Geschiedenis
Al in de 14e eeuw werd melding gemaakt van een watermolen op deze plaats. Al in de 19e eeuw werd het waterrad vervangen door een turbine. De molen werd omstreeks 1970 uit bedrijf genomen.